# حلقه‌جوشی رابینسون
حلقه‌جوشی رابینسون(به انگلیسی: Robinson annulation) یک واکنش شیمیایی در شیمی آلی برای تشکیل یک حلقه جدید است که توسط رابرت رابینسون در سال ۱۹۳۵ کشف شد. این واکنش روشی برای ایجاد یک حلقه شش عضوی با تشکیل سه پیوند کربن-کربن جدید است. در این روش از یک کتون و یک متیل وینیل کتون برای تشکیل یک آلفا،بتا-کتون غیراشباع در یک حلقه سیکلوهگزان استفاده می‌شود. این عمل توسط یک واکنش افزایشی مایکل و به دنبال آن یک تراکم آلدول، صورت می‌پذیرد. این روش یکی از روش‌های کلیدی برای تشکیل سیستم‌های شامل حلقه‌های به هم جوش خورده اکربنی است.
تشکیل سیکلوهگزنون و مشتقات آن در شیمی به دلیل کاربرد آنها در سنتز بسیاری از محصولات طبیعی و سایر ترکیبات آلی حائز اهمیت است. ترکیبات مهمی همچون آنتی بیوتیک‌ها و استروئیدها از جمله این ترکیبات هستند. به طور خاص، فرایند سنتز کورتیزون با استفاده از حلقه‌جوشی رابینسون تکمیل می‌شود.